# Jönköping
Jönköping (['jœnːɕøːpɪŋ]ⓘ), en español Jonkupin, es una ciudad y capital del municipio y provincia homónimas, al sur de Suecia. Situada unos 350 km al suroeste de Estocolmo en la ribera sur del gran lago Vättern, sobre la autovía E4, la principal carretera que une Estocolmo con Gotemburgo.

## La ciudad de Jönköping
La ciudad de Jönköping tiene 141 081 habitantes (2019). Hay muchas iglesias. Las iglesias mayores son la iglesia Sofia en el oeste, y la iglesia Kristina al este del centro. Hay una escuela superior, un hospital y algunos museos.
Hay dos lagos menores, Munksjön y Rocksjön.
En el este de ciudad hay un estadio cubierto, propiedad del equipo de hockey sobre hielo HV71. El estadio se llama Kinnarps Arena.

## Historia
Se conservan unos diez restos antiguos, de los cuales tres son grandes túmulos de la Edad de Bronce, incluyendo "Lustigkulle" en Rosenlund. Los demás son túmulos de piedra de la Edad de Hierro. Además, se ha hallado un yacimiento de la Edad de Bronce y un hallazgo de sacrificios del Período de las Migraciones.
Jönköping fue fundada probablemente en la época de Magnus Ladulås como puesto comercial y ciudad fronteriza con Dinamarca. Jönköping era el punto más meridional de Eriksgatan. Allí convergían Lagastigen y Nissastigen. El 18 de mayo de 1284, la ciudad recibió sus primeros privilegios de ciudad conocidos mediante la Carta de Privilegio de Jönköping, escrita en latín por Magnus Ladulås en un documento fechado en Alsnö, en el lago Mälaren. Es la carta de privilegio más antigua que se conserva en Suecia. Los privilegios fueron confirmados y renovados en 1288, 1338 y 1349 por Magnus Eriksson, en 1417 por Erik de Pomerania, por Karl Knutsson y por los tres Stura. Sten Sture el Viejo murió en Jönköping en 1503. Gustav Vasa amplió los derechos de trueque de la ciudad en 1524.  Pero ya el 21 de diciembre de 1278, Magnus Ladulås emitió la "in castro Junakøpung" (de la fortaleza de Jönköping), una carta escrita en latín relativa al intercambio de bienes de la corona . Después de mediados del siglo XIV, la forma Junakøpunger se sustituyó a menudo por Jonakøpunger. Alrededor de 1400, el nombre se cambió a Jønakøpung, tras lo cual se asentó el nombre de Jönköping. 
La evidencia más antigua de una ciudad data de la década de 1270 y 1280. En 1283, se fundó un monasterio franciscano en Lillesjön, más tarde llamado Munksjön, que contribuyó al desarrollo. Una política de privilegios favorable de la Corona y un auge económico general proporcionaron buenas condiciones para el crecimiento. Durante el siglo XV, Jönköping se había convertido en una ciudad de tamaño mediano con quizás 1.000 habitantes. El comercio se basaba entonces en la exportación de productos animales y bueyes a Bergslagen . Debido a su ubicación estratégica, Jönköping se vio arrastrada a la lucha de poder por la Unión Nórdica y fue sometida a repetidas destrucciones e incendios. En 1567, la ciudad fue devastada e incendiada durante la campaña de Daniel Rantzau y, anticipándose a un asedio esperado durante la Guerra de Kalmar en 1612, los propios burgueses quemaron su ciudad. La ciudad fue reconstruida después de un traslado a cierta distancia hacia el este, y la nueva ciudad recibió privilegios reales en 1614 y 1620.
El crecimiento de la población se estancó a finales de la Edad Media y el siglo XVI, pero se puede ver una nueva expansión a partir de la década de 1590. El trabajo de reconstrucción del antiguo monasterio franciscano en el Castillo real de Jönköping con fortificaciones después de la Reforma, combinado con una política de apoyo mercantilista, creó un terreno fértil económico favorable. La población alcanzó alrededor de 2.500 a finales del siglo XVII. Durante el reinado del duque Carlos, el mineral de hierro en Taberg comenzó a ser explotado y se hicieron preparativos para la construcción de Vantmakeriet en Jönköping . Gustav Adolf intentó completar los planes de su padre y también construyó la fábrica de rifles de Jönköping con una planta de perforación en Dunkehallaån .  Smedjegatan, que no es completamente recto, muestra que la nueva construcción todavía se estaba llevando a cabo de manera medieval irregular. El edificio del Tribunal de Apelación se construyó en 1650 en el lugar que hoy es Hovrättstorget y el Ayuntamiento en 1699.
Cuando Escania, Halland y Blekinge pasaron a ser parte de Suecia tras la Paz de Roskilde en 1658, la situación de Jönköping cambió. La ciudad perdió su papel militar, pero esta pérdida se compensó en parte al convertirse en el centro administrativo y sede del Tribunal de Apelación de Göta a partir de 1634. Sin embargo, el siglo XVIII fue un siglo de estancamiento en la historia de Jönköping. El castillo fue destruido por un incendio en 1737. En 1800, la ciudad contaba con menos de 3000 habitantes.
Jönköping del siglo XIX es conocida como la ciudad de los liberales y las cerillas. El periódico liberal Jönköpingsbladet se publicó entre 1843 y 1872,y la fábrica de cerillas Jönköpings se fundó en 1845. Johan Edvard Lundström fue una fuerza impulsora en ambos proyectos. Hasta la década de 1880, Jönköping fue una de las ciudades más expansivas del reino. La construcción del Canal de Göta (1822-1832) benefició el comercio y el transporte marítimo. Después de la expansión del puerto a mediados del siglo XIX y las conexiones ferroviarias en la entonces Línea Principal del Sur, con Falköping en 1863 y Nässjö en 1864, las industrias crecieron, incluidas Jönköpings Mekaniska Werkstad y la fábrica de papel Munksjö. La tasa de crecimiento fue más lenta después de 1885.
En el verano de 1948, se produjeron los llamados disturbios tártaros en Jönköping. Estos disturbios se dirigieron contra los nómadas que vivían en el distrito Öster de la ciudad. Muchos nómadas fueron golpeados durante los disturbios y varios sufrieron vandalismo en sus viviendas.
A partir de 1900, la ciudad villa de Bäckalyckan se desarrolló junto a Junebäcken en el oeste, mientras que en Torpa , cerca del límite urbano, surgieron sencillos suburbios obreros. En 1910, este asentamiento periférico se incorporó a la ciudad.
Jönköping inauguró una nueva estación de tren en 1984, diseñada por Carl Nyrén. El centro comercial A6 se construyó en el terreno del extinto Regimiento de Artillería de Småland. Junto al centro de exposiciones Elmia se encuentra la Sala de Conciertos de Jönköping.
Jönköping es conocida como la ciudad de las cerillas, debido al éxito de la Fábrica de Cerillas de Jönköping de finales del siglo XIX con sus cerillas de seguridad. Durante un tiempo, la ciudad contó con nada menos que cinco fábricas de cerillas.

## Demografía
| Gráfica de evolución de Jönköping entre 1960 y 2018 |
|                                                     |

## Ciudadanos ilustres

### Nacidos en Jönköping
- John Bauer, dibujante y pintor sueco
- Amy Diamond, cantante sueca
- Agnetha Fältskog, cantante sueca exintegrante de ABBA
- Dag Hammarskjöld, político sueco secretario general de Naciones Unidas
- Nina Persson, cantante sueca integrante de The Cardigans
- Viktor Rydberg, escritor y filósofo sueco
- Gideon Sundback, inventor sueco
- Annie Oliv, modelo sueca

## Galería

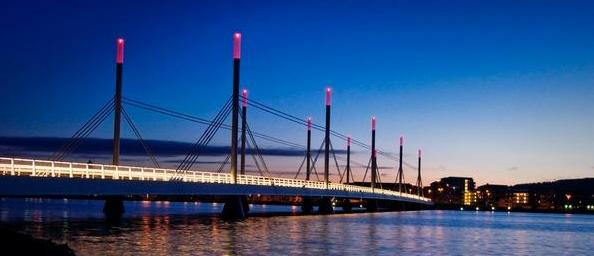
Munksjöbron
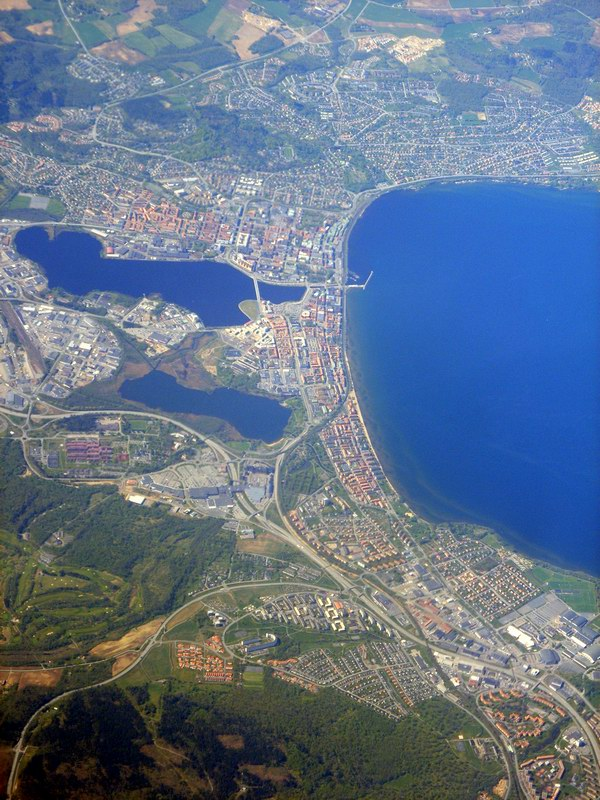
Vista aérea de Jönköping
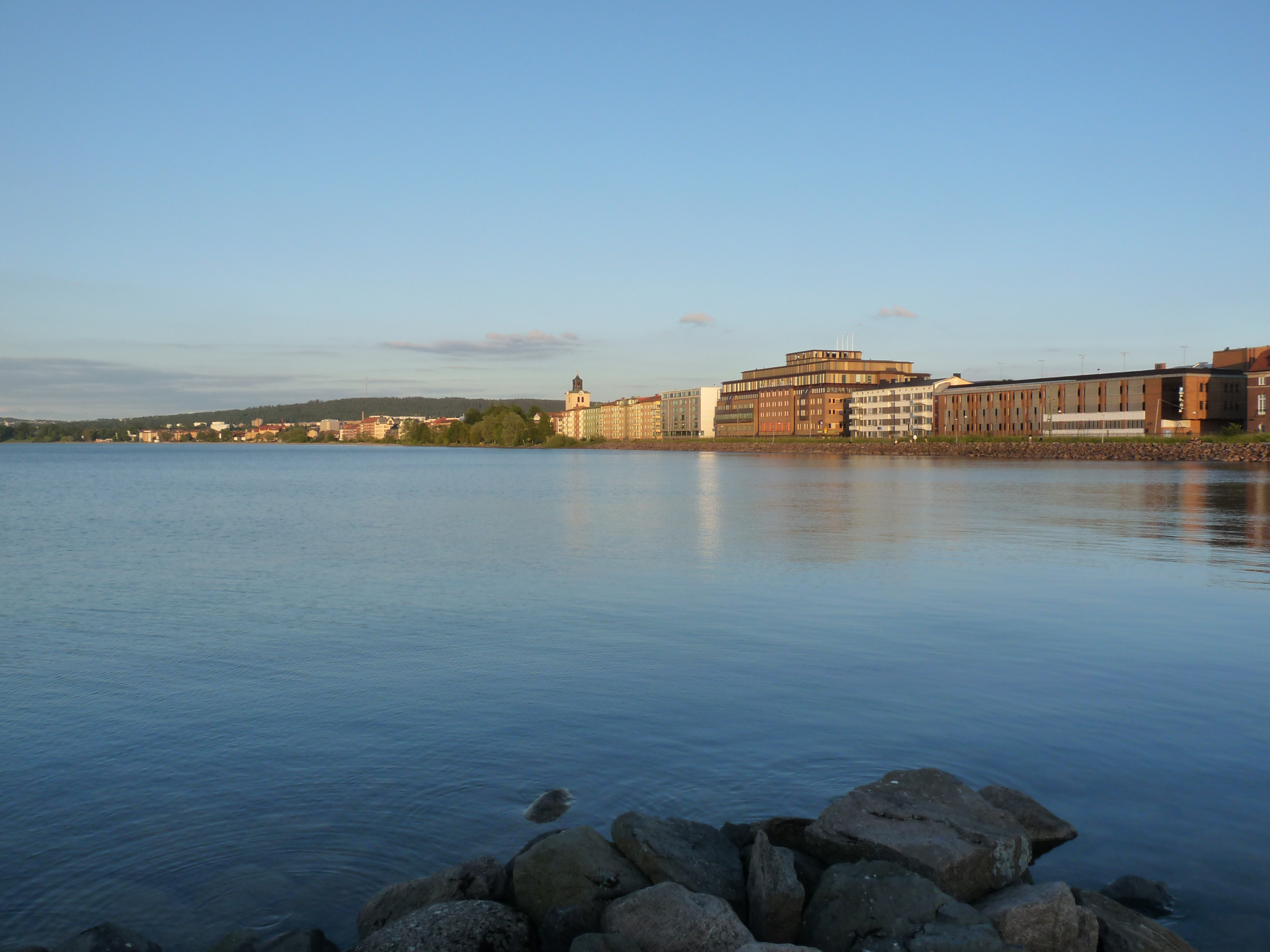
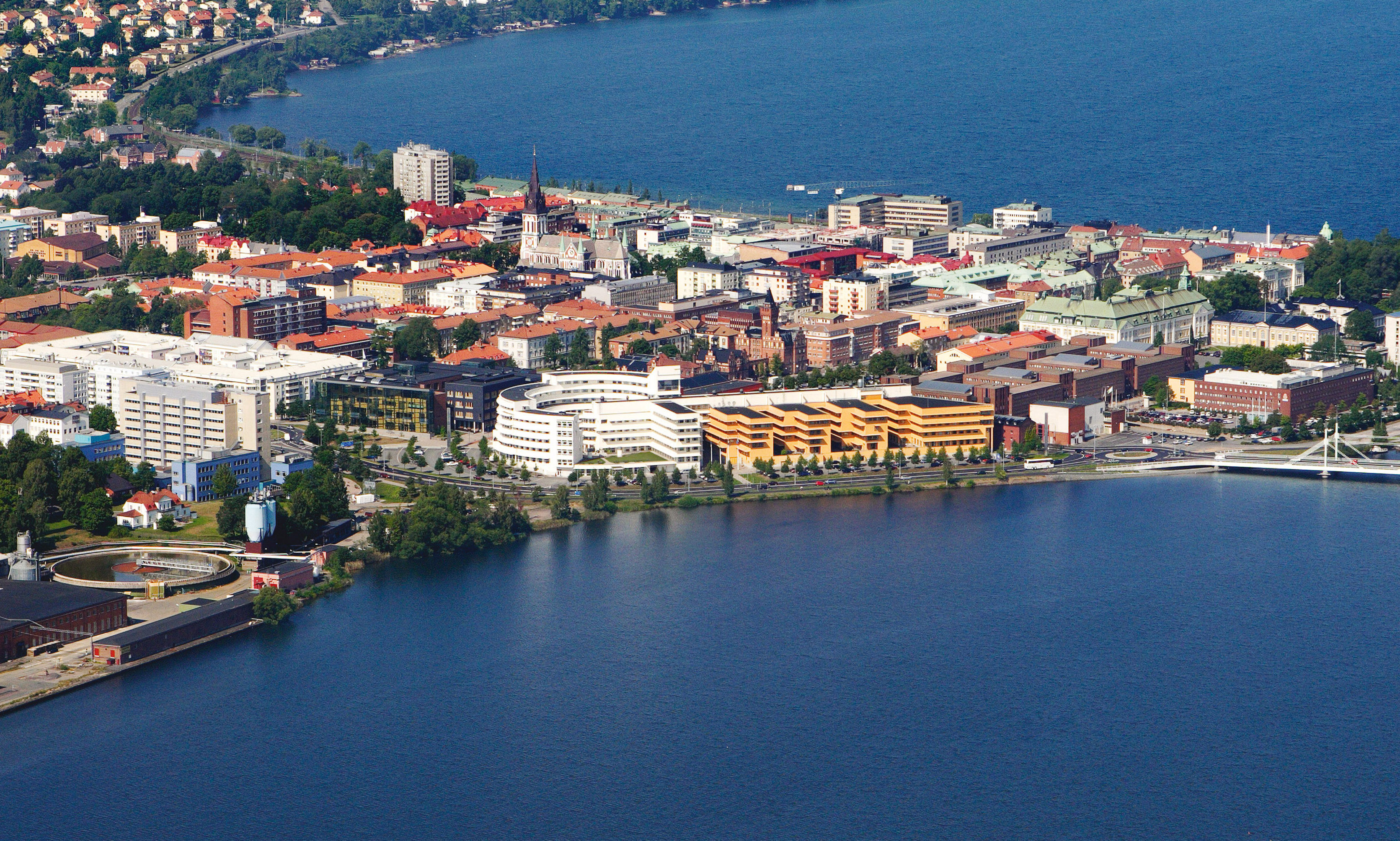
Universidad de Jönköping

## Ciudades hermanadas
- Bodø
- Kuopio
- Lääne-Viru
- Slagelse
- Svendborg
- Tianjin
- Valkeakoski